# 二又町
二又町（ふたまたまち）は、大分県大分市の地名。現行行政地名は二又町一丁目から二又町三丁目。住居表示実施済区域。

## 地理
大分市の中心部に位置し、北東に上田町、東に羽屋新町、南東に羽屋、南に豊饒、西に田中町、北に三ケ田町と接している。

## 歴史

### 沿革
- 2020年（令和2年）1月11日 - 住居表示を実施に伴い、大字永興、大字羽屋、大字奥田、大字奥田二又町の各一部（通称は二又町、田中町（各一部））から、二又町一丁目から二又町三丁目を新設[5]。

### 町名の変遷
| 実施後       | 実施年月日               | 実施前（各町名ともその一部）                                                              |
| ------------ | ------------------------ | ----------------------------------------------------------------------------------------- |
| 二又町一丁目 | 2020年（令和2年）1月11日 | 公称:大字永興、大字羽屋、大字奥田、大字奥田二又町（各一部） 通称:二又町（各一部）         |
| 二又町二丁目 | 2020年（令和2年）1月11日 | 公称:大字永興、大字奥田（各一部） 通称:二又町、田中町（各一部）                           |
| 二又町三丁目 | 2020年（令和2年）1月11日 | 公称:大字永興、大字羽屋、大字奥田、大字奥田二又町（各一部） 通称:二又町、田中町（各一部） |

## 世帯数と人口
2022年（令和4年）3月31日現在（大分市発表）の世帯数と人口は以下の通りである。
| 丁目         | 世帯数  | 人口  |
| ------------ | ------- | ----- |
| 二又町一丁目 | 99世帯  | 187人 |
| 二又町二丁目 | 199世帯 | 437人 |
| 二又町三丁目 | 172世帯 | 317人 |
| 計           | 470世帯 | 941人 |

### 人口の変遷
国勢調査による人口の推移。
| 2020年（令和2年） | 917人 | [ 6 ] |  |

### 世帯数の変遷
国勢調査による世帯数の推移。
| 2020年（令和2年） | 435世帯 | [ 6 ] |  |

## 学区
市立小・中学校に通う場合、学区は以下の通りとなる（2022年4月時点）。
| 丁目         | 番・番地等 | 小学校               | 中学校               |
| ------------ | ---------- | -------------------- | -------------------- |
| 二又町一丁目 | 全域       | 大分市立南大分小学校 | 大分市立南大分中学校 |
| 二又町二丁目 | 全域       | 大分市立南大分小学校 | 大分市立南大分中学校 |
| 二又町三丁目 | 全域       | 大分市立南大分小学校 | 大分市立南大分中学校 |

## 交通
- 国道210号
- 国道442号

## 施設
- 大分市立南大分小学校
- 大分市立南大分中学校
- 大分中央警察署 南大分交番

## その他

### 日本郵便
- 郵便番号 : 870-0887[2]（集配局 : 大分中央郵便局[8]）。